# Espadarana audax
Espadarana audax е вид жаба от семейство Centrolenidae. Видът е застрашен от изчезване.

## Разпространение
Разпространен е в Еквадор и Колумбия.